# Żołnierz fortuny (film)
Żołnierz fortuny (ang. Soldier of Fortune) – amerykański film przygodowy z 1955 roku w reżyserii Edwarda Dmytryka. Zdjęcia kręcono w Hongkongu.

## Fabuła
Amerykanin Louis Hoyt (Gene Barry) zostaje uwięziony w Chinach pod zarzutem szpiegostwa. Na odsiecz rusza jego żona Jane (Susan Hayward), która prosi o pomoc w uwolnieniu męża przemytnika Hanka Lee (Clark Gable).

## Obsada
- Clark Gable – Hank Lee
- Susan Hayward – Jane Hoyt
- Michael Rennie – inspektor Merryweather
- Gene Barry – Louis Hoyt